# Canal do Centro (Bélgica)

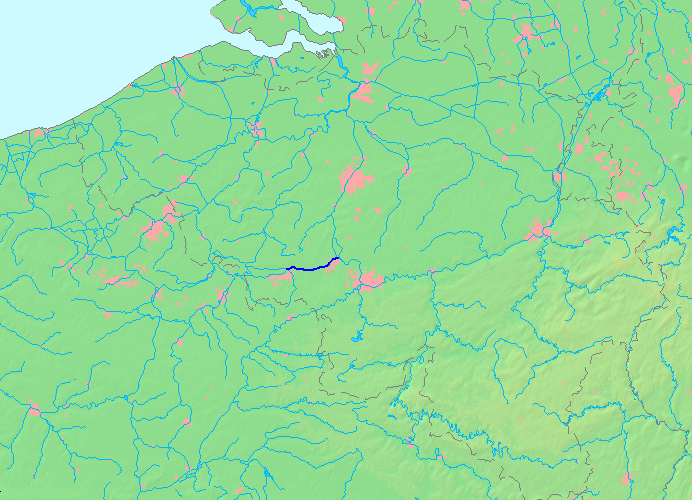
Localização do Canal do Centro na Bélgica

O canal do Centro é um canal belga que faz a ligação entre Seneffe, no canal Bruxelas-Charleroi, e o lago artificial do Grand Large, na cabeceira dos canais de Mons-Condé e Nimy-Blaton-Péronnes.
Tem 21,3 km de extensão, inscrevendo-se num eixo leste-oeste que liga as bacias dos rios Sambre e Mosa com a cidade de Mons, a bacia do Escalda e o norte de França (Lille, Dunquerque).
Desde 2002 tem um gabarito de classe IV, acessível a embarcações de 1350 toneladas.
O elevador de Strépy-Thieu, inaugurado em 2002, é a obra de arte mais notável do canal do Centro, vencendo um desnível de 73,15 metros. A ponte-canal do Sart com 500 m de extensão permite o acesso ao elevador.

## História

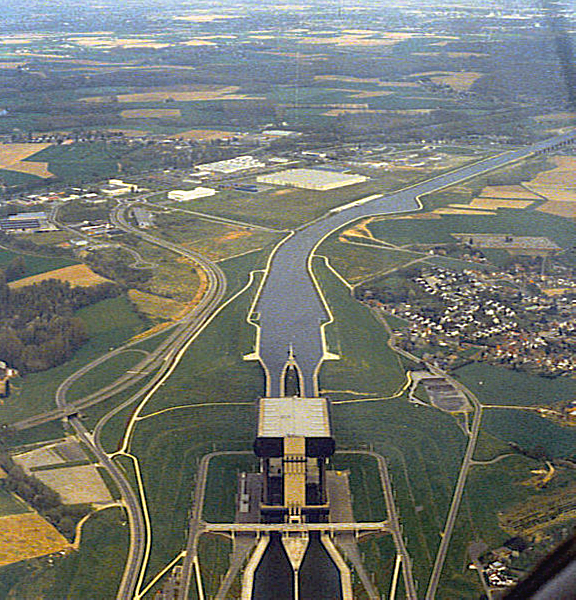
Novo canal visto para montante do elevador de Strépy-Thieu. Ao fundo vê-se a ponte-canal do Sart

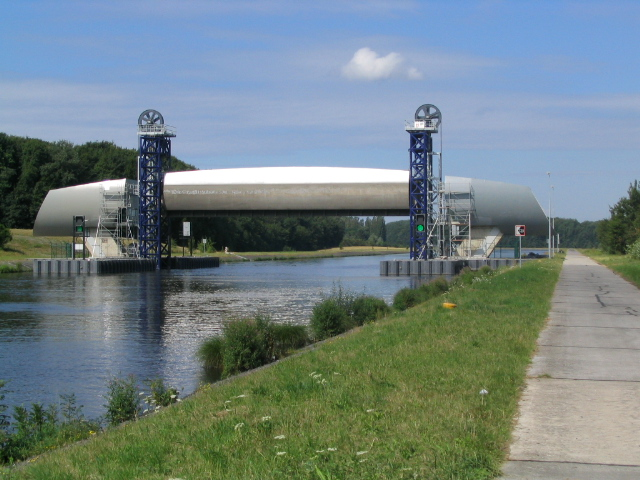
Comporta de segurança de Blanc Pain

Antes da entrada em serviço do elevador de Strépy-Thieu, o tráfego entre La Louvière e Thieu fazia-se por um canal com 7 km de extensão acessível a embarcações de 300 toneladas. O desnível de 66 m era vencido por quatro elevadores hidráulicos construídos entre 1888 e 1917, classificados desde 1998 como património mundial da UNESCO.

## Características técnicas actuais

### Cotas
- Seneffe: 121 m (ponto culminante)
- Grand Large: 33 m (bacia do Escalda)

### Obras de arte
- Blanc Pain: comporta de segurança
- Sart: ponte-canal – 500 m de extensão
- Strépy-Thieu: elevador funicular n.º 1 – desnível de 73,15 m
- Havré: eclusa n.º 2 – desnível de 10 m
- Obourg-Wartons: eclusa n.º 3 – desnível de 5 m